# Albin Germek
Albin Germek (tudi Grmek), slovenski rimskokatoliški duhovnik, * 2. avgust 1925, Tomaj, Kraljevina Italija, † 4. januar 1992, Kontovel pri Trstu, Republika Italija.

## Življenje in delo
Rodil se je v družini cerkovnika Franca in cerkovnice Bernarde Germek rojene Marušič. Ljudsko šolo je obiskoval v rojstnem kraju, gimnazijo v malem semenišču v Gorici in Kopru, bogoslovje pa v Gorici. Sveto mašniško posvečenje je prejel v 27. junija 1948 v Trstu. Kot kaplan je najprej služboval na Opčinah (1948-1950). S 1. oktobrom 1950 je prišel na Ricmanje, kjer je bil najprej župnijski upravitelj, nato župnik. Tu je ostal do konca novembra 1959, ko je bil postavljen za župnika v Dolino pri Trstu, kjer je ostal 23 let. Iz Doline je bil prestavljen za kaplana v Barkovlje, od koder je upravljal tudi župnijo Kontovel. Za župnika v Kontovelu je bil imenovan 1. oktobra 1983 ter tu ostal do smrti.
Germek si je vedno in povsod prizadeval, da bi bil dober oznanjevalec božje besede. V vseh krajih kjer je služboval je bil na osnovnih šolah tudi učitelj verouka. V Dolini je leta 1967 ustanovil Mladinski krožek in ga opremil z bogato knjižnico. Zadnjih devet let, skoraj do smrti, pa je na Radiu Trst A vodil oddajo Vera in naš čas.